# Merkem
Merkem är en ort i Belgien.   Den ligger i provinsen Västflandern och regionen Flandern, i den västra delen av landet, 110 km väster om huvudstaden Bryssel. Merkem ligger 6 meter över havet och antalet invånare är 2 245.
Terrängen runt Merkem är mycket platt. Runt Merkem är det ganska tätbefolkat, med 144 invånare per kvadratkilometer.. Närmaste större samhälle är Roeselare, 18,9 km öster om Merkem. 
Trakten runt Merkem består till största delen av jordbruksmark.